# Neurotoca
Neurotoca es un género de polillas de la familia Geometridae. Fue descrito por Warren en 1897.

## Especies
- Neurotoca endorhoda Hampson, 1910
- Neurotoca notata Warren, 1897